# Hajdúsámson
Hajdúsámson là một thành phố thuộc hạt Hajdú-Bihar, Hungary. Thành phố này có diện tích 69,47 km², dân số năm 2010 là 13108 người, mật độ 189 người/km².